# Хаджи (деревня)
 Хаджи  — деревня в Лямбирском районе Мордовии в составе  Кривозерьевского сельского поселения.

## География
Находится на расстоянии примерно 9 километров на север от города Саранск.

## История
Основана в середине 1920-х годов. В 1931 году учтено 27 дворов

## Население
Постоянное население составляло 144 человек (татары 98%) в 2002 году, 161 в 2010 году .